# Portu Zaharra

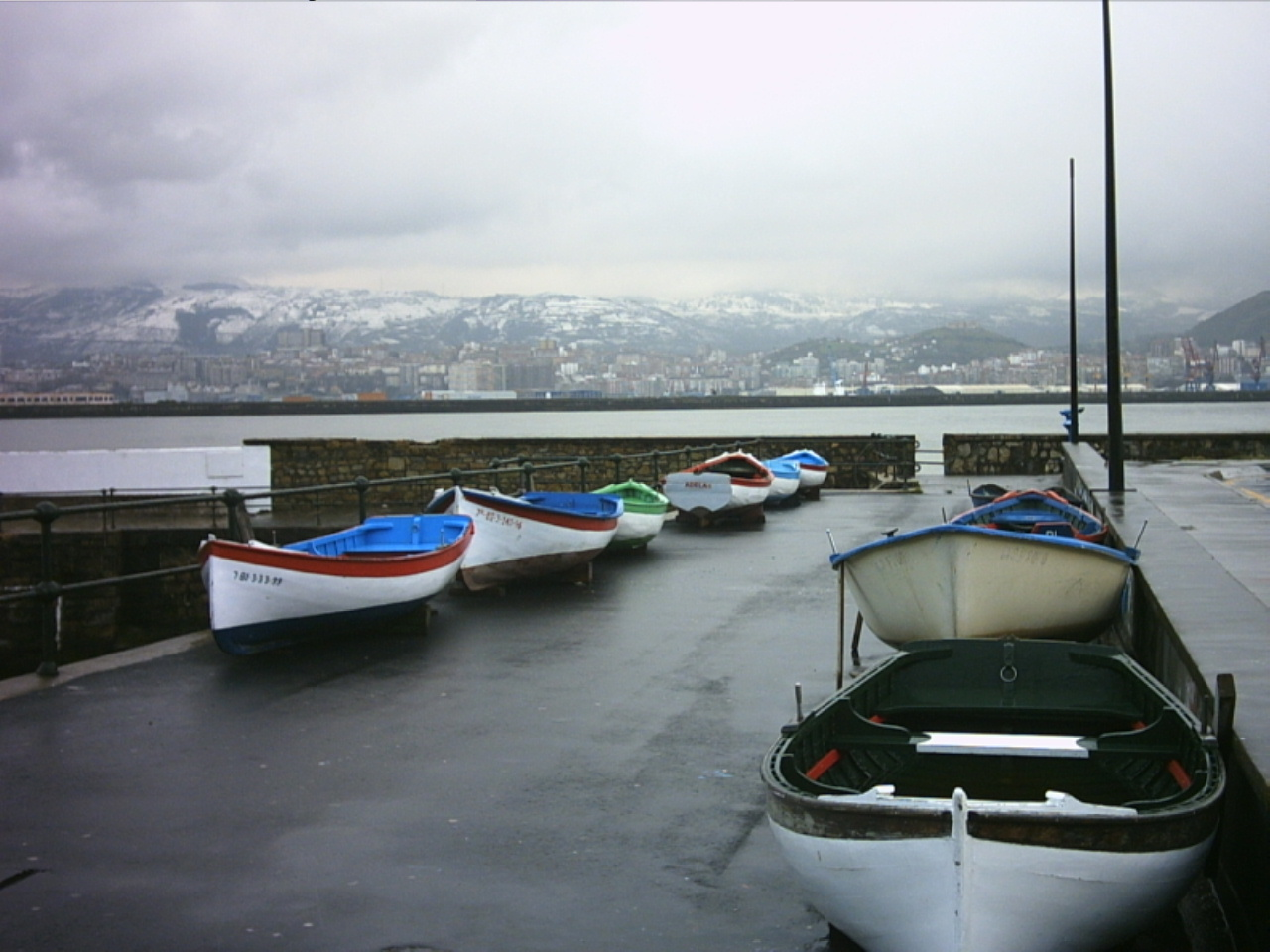
Barques al port

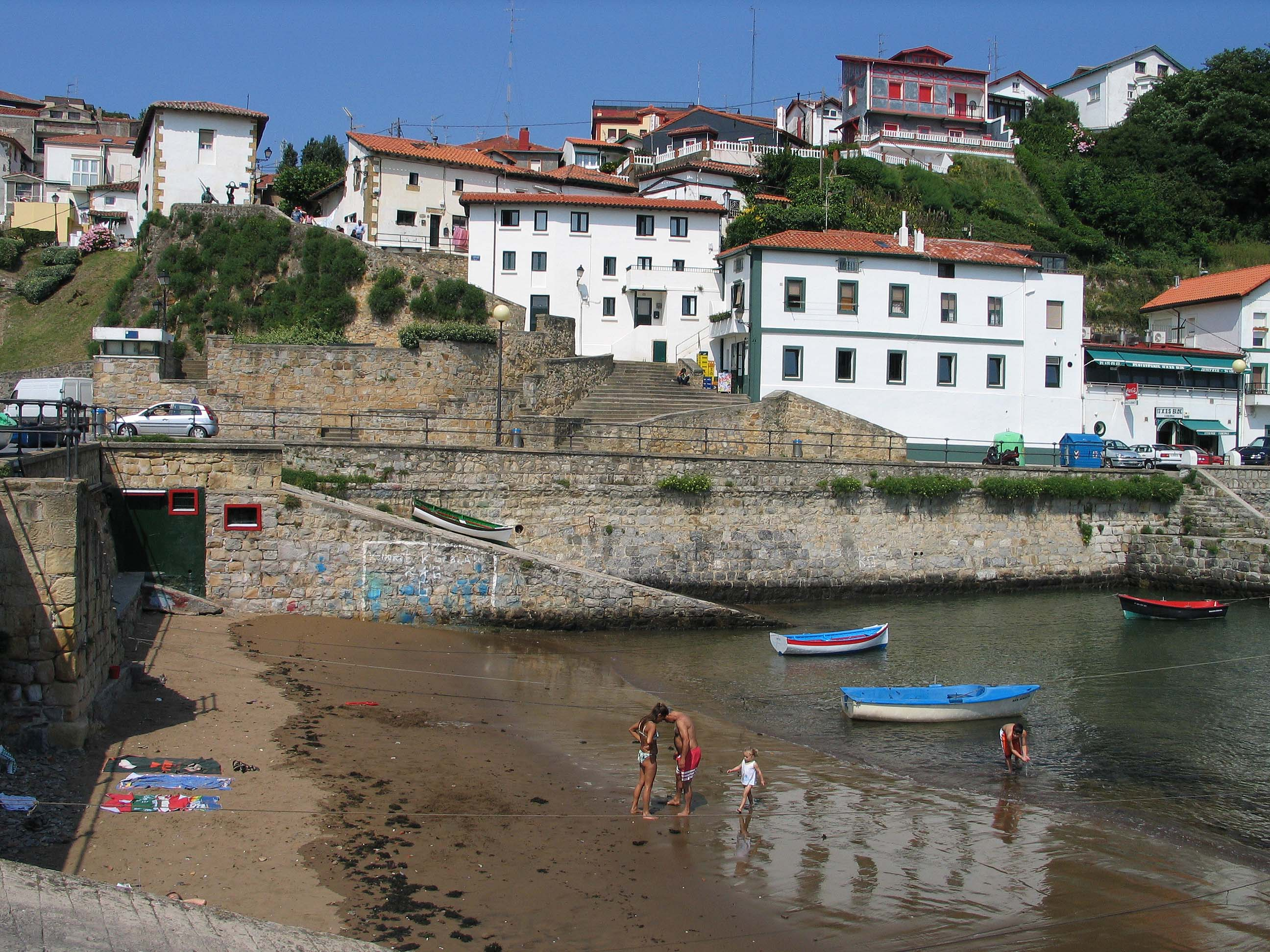
Dàrsena i barri de pescadors.

El Portu Zaharra (en castellà Puerto Viejo) d'Algorta és un barri de pescadors del municipi de Getxo, al territori històric de Biscaia.

## Descripció
El barri ha sobreviscut al pas del temps, conservant tot el seu encant. Va sorgir al segle xviii com a poble de pescadors i ja al segle xix es va estendre vessant a dalt donant lloc al barri d'Algorta. S'articula entorn de 3 carrers: Kale Berria, Erribera i Portu Zaharra.
Les cases de pescadors d'alegres colors formen carrerons desordenats i estrets on actualment s'hi pot trobar gran quantitat de restaurants i tavernes. És un lloc de trobada durant els caps de setmana de gran quantitat de getxotarres i visitants d'altres llocs que baixen als seus carrers a prendre 'pintxos' o simplement passejar i contemplar la badia d'El Abra.
A les festes populars d'aquest petit port, va ser on va néixer una de les barreges més internacionals, el calimotxo.

## Curiositats
El Portu Zaharra és en la seva gran majoria l'escenari on es desenvolupa la novel·la d'Unai Elorriaga Un tranvia en SP, portada al cinema per Aitzol Aramaio amb el nom d'Un poco de chocolate, protagonitzada per Héctor Alterio i Daniel Brühl. Es va estrenar al Getxo Antzokia de la localitat el divendres 25 d'abril de 2008, i estrenada comercialment la setmana següent.